# NGC 3443
NGC 3443 је спирална галаксија у сазвежђу Лав која се налази на NGC листи објеката дубоког неба.
Деклинација објекта је + 17° 34' 26" а ректасцензија 10h 53m 0,1s. Привидна величина (магнитуда) објекта NGC 3443 износи 13,6 а фотографска магнитуда 14,3. Налази се на удаљености од 22,881 милиона парсека од Сунца. NGC 3443 је још познат и под ознакама UGC 6000, MCG 3-28-25, CGCG 95-56, PGC 32671.